# 若昂·阿马佐纳斯
若昂·阿马佐纳斯·德·索萨·佩德罗索（葡萄牙語：João Amazonas de Souza Pedroso；1912年1月1日—2002年5月27日），巴西马克思主义理论家、革命家、游击队员，巴西共产党的创始人。
1912年1月1日，他出生在帕拉州首府贝伦。1962年—2001年，任巴西共产党全国主席。2002年5月27日，在圣保罗去世。

## 加入共产党

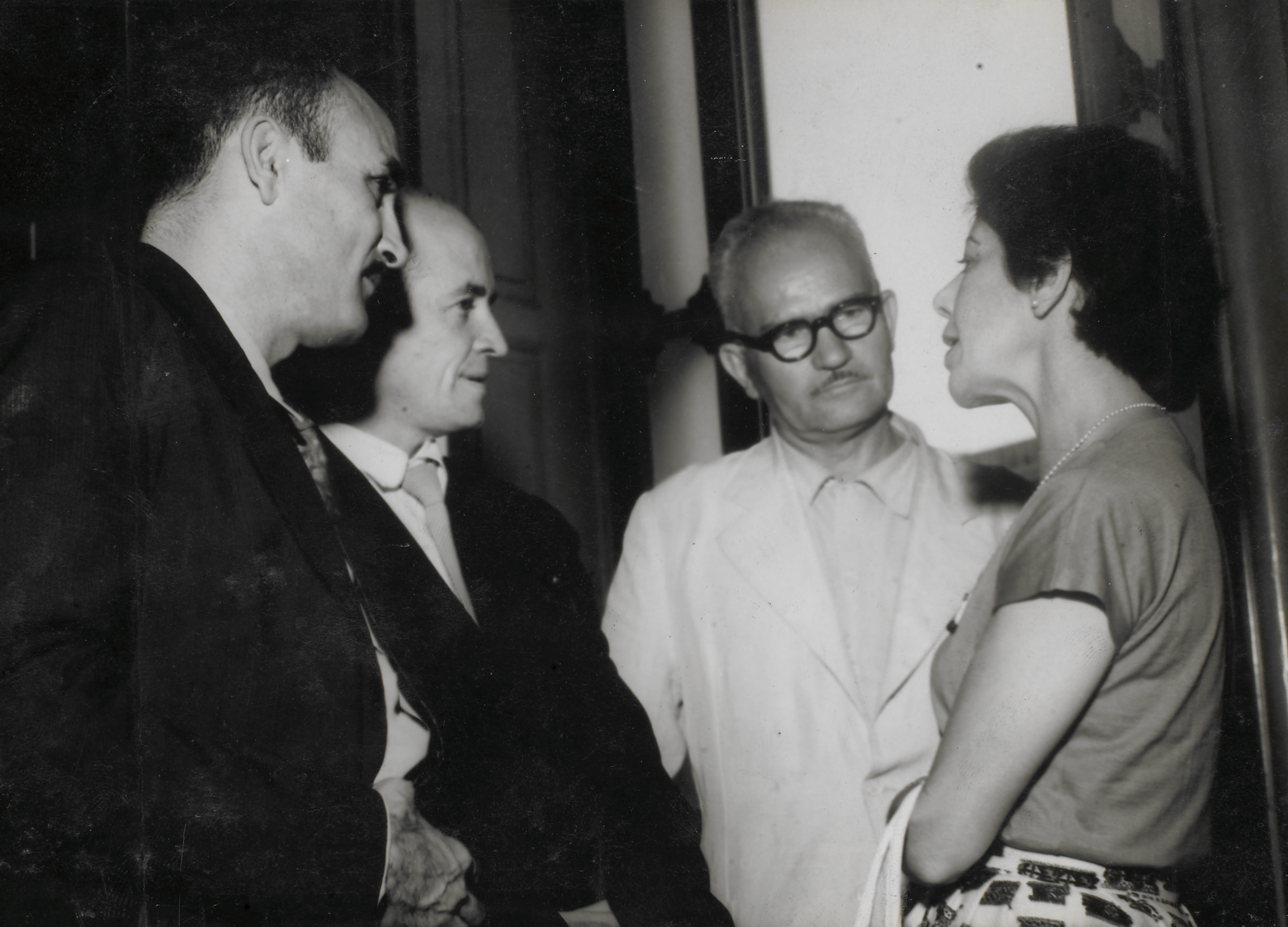
阿马佐纳斯（戴眼镜者），摄于1957年

若昂·阿马佐纳斯与共产主义运动的联系始于1935年。他时年23岁，了解到了在火药广场举行的民族解放联盟集会，并加入了民族解放联盟。在被邀请加入共产主义青年团后，他随即加入了当时的巴西的共产党。
在加入共产党后，阿马佐纳斯在工作单位组织了一个共产主义小组，并成立了其行业工会。同一年，他因与贝伦无产阶级联盟有关联而被关押15天。
1936年初，阿马佐纳斯因曾是民族解放联盟的成员而再度被捕。在狱中，阿马佐纳斯与佩德罗·波马尔进行绝食以抗议恶劣的条件，并向其他囚犯宣传马克思列宁主义。1937年6月，阿马佐纳斯因缺乏证据而被释放，总计被关押一年半。

## 重组共产党
以虚假的库恩计划为借口，热图利奥·瓦加斯发动自我政变，实施新国家体制，并加大了对共产党人的镇压。1940年9月10日，阿马佐纳斯因从事宣传工作及在帕拉州共产党中担任领导职务而再度被捕。
出狱之后，他致力于挽救共产主义斗争的遗产。1943年，他被选为巴西的共产党中央委员会成员，开始担任执行委员会和书记处成员。1945年，他当选联邦议员，是联邦区得票最高的人，共获得18379票。由于1948年1月7日颁布的第221号法案，巴西的共产党的登记被撤销，他的任期于10日终止。
阿马佐纳斯反对苏共二十大后党内路线的变化，因此在1957年被解除执委会职务，到1961年底与其他党员一同被开除出党。被开除的党员决定重新组党，与改革派路线决裂，并采用了巴西共产党的党名，通过了一份纲领性文件，重申了革命理论和马列主义原则。
他多次参加大学和教育机构的会议，长期担任巴西共产党的领导人，并在1968年至1972年间积极参与阿拉瓜亚游击战。
他还与若泽·迪尔塞乌、奥利维奥·杜特拉及若泽·保罗·比索尔等人一起，成功组建了1989年巴西总统选举中的巴西人民阵线，确保了路易斯·伊纳西奥·卢拉·达席尔瓦的总统候选人资格。

### 逝世
在圣保罗七月九日医院的重症监护室住院六天后，阿马佐纳斯死于呼吸衰竭，享年90岁。他的遗体在圣保罗立法议会举行了守灵仪式，并在Vila Alpina的火葬场进行了火化。
时任巴西总统费尔南多·恩里克·卡多佐通过其发言人亚历山大·帕洛拉对阿马佐纳斯的去世表示了哀悼，称其为“一个为自己的理想而斗争的人，给群众斗争留下了印记”。劳工党成员保罗·辛格和安东尼奥·帕洛奇也对这位共产主义领袖的去世表示哀悼。

## 作品
- 《毛泽东的中国修正主义》，阿妮塔·加里波第出版社，1981年[15]
- 《争取自由和人民民主》，阿妮塔·加里波第出版社，1982年[16]
- 《社会主义：工人阶级的理想，所有人的愿望》，阿妮塔·加里波第出版社，1983年[17]
- 《30年意识形态对抗：马克思主义对决修正主义》，阿妮塔·加里波第出版社，1990年[18]
- 《自由史诗：阿拉瓜亚游击队，30年（1972—2002）》，阿妮塔·加里波第出版社，1992年[19]